# Ivoti
Ivoti là một đô thị thuộc bang Rio Grande do Sul, Brasil. Đô thị này có diện tích 63,138 km², dân số năm 2007 là 18549 người, mật độ 293,79 người/km².